# Unión de Sunchales
Club Atlético Unión de Sunchales jest argentyńskim klubem sportowym z siedzibą w mieście Sunchales leżącym w prowincji Santa Fe.

## Osiągnięcia
- Mistrz ligi prowincjonalnej Liga Rafaelina (9): 1987, 1988, 1989, 1992, 1995, 1998, 1999, 2000, 2001

## Historia
Klub założony został 2 kwietnia 1948 roku i gra obecnie w trzeciej lidze argentyńskiej Torneo Argentino A.